# Rozgorzenie

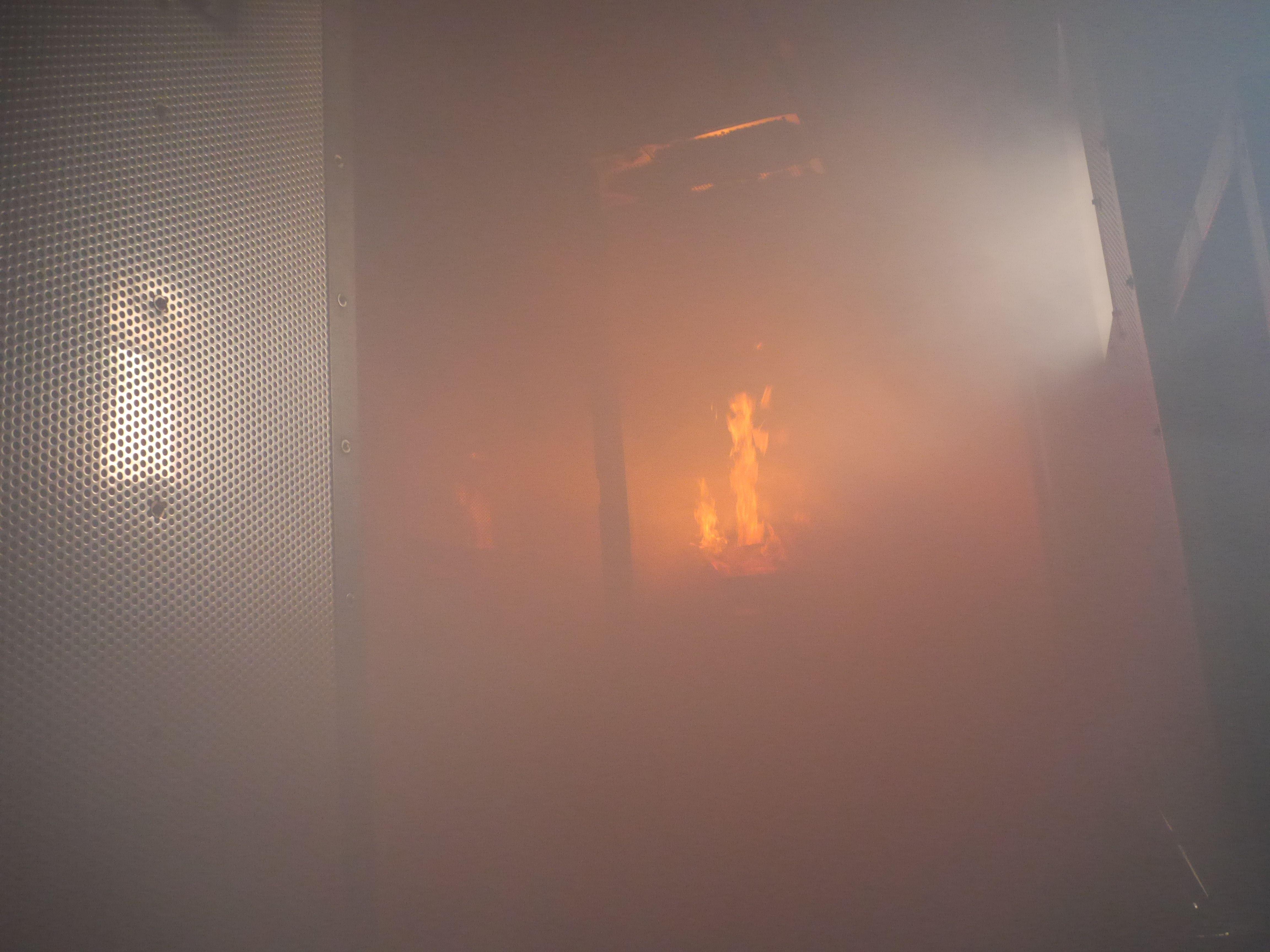
Efekt rozgorzenia widziany w trenażerze pożarowym

Rozgorzenie, flashover – gwałtowne  przejście rosnącego pożaru w pożar w pełni rozwinięty, czyli zapalenie się powierzchni wszystkich palnych przedmiotów w wyniku nagrzania się ich powierzchni od płomieni, nagrzanych powierzchni i gazów pożarowych   gromadzących się w górnej części pomieszczenia.

## Mechanizm powstawania
Pierwszym etapem pożaru w przestrzeni zamkniętej, nie będącego wynikiem podpalenia, może być faza inkubacji, w czasie której jakiś palny obiekt tli się, zazwyczaj bez występowania płomienia. Po jego pojawieniu się pożar wchodzi w fazę wzrostu, w której pożar obejmuje część pomieszczenia i powoli obejmuje inne elementy wyposażenia w wyniku czego zaczynają one ulegać pirolizie i zapalać się. W pomieszczeniu zamkniętym z ograniczonym odpływem gazów, gorące gazy pożarowe zbierają się pod sufitem. Gdy temperatura gazów pożarowych pod stropem osiągnie 500-600 °C, co odpowiada w przybliżeniu temu że gęstość strumienia promieniowania cieplnego przy posadzce przekroczy 15-20 kW/m2. Następuje nagrzanie górnych powierzchni przedmiotów, wówczas może nastąpić niemal jednoczesne zapalenie się wszystkich palnych powierzchni zwane rozgorzeniem w wyniku którego pożar osiąga stan rozwinięty.
Rozwój pożaru w fazie wzrostu może być ograniczany przez ograniczony dopływ powietrza, zwanym pożarem kontrolowanym przez wentylację. W takich sytuacjach rozgorzenie może wystąpić, gdy pojawi się wystarczający dopływ powietrza, zapewniający niezbędny do spalania tlen.
Rozgorzenie stwarza poważne ryzyko dla strażaków działających w obszarze pożaru, narażając ich na działanie wysokiej temperatury i silnego promieniowania cieplnego.